# Miłosz Bernatajtys
Miłosz Bernatajtys, poljski veslač, * 30. maj 1982, Słupsk.
Bernatajtys je za Poljsko nastopil v lahkem četvercu brez krmarja na Poletnih olimpijskih igrah 2008 v Pekingu in z njim osvojil srebrno medaljo.

## Nagrade
Za zasluge v športu je leta 2008 prejel Zlati križ za zasluge